# Biskupi belgradzcy
Biskupi belgradzcy - lista biskupów archidiecezji belgradzkiej

## Diecezja belgradzka (X wiek - 1924)
- X wiek: bp Ursacjusz von Singidunum
- około 1059: bp Teodozjusz
- 1322- przed 1330: bp Andreas, O.P.
- 1734–1750: bp Francesco Antonio Wagrain
- 1755–1771: bp Stefano Putz
- 1775–1791: bp Antonio Zlatarić
- 1792–1800: bp Nikolaus Kondé de Pókatelek
- 1800-1806: bp Jozef Ignác de Vilt
- 1814-1821: bp Stefan Cech
- 1858-1869: bp Venceslao Soic
- 1871-1893: bp Giovanni Paolesic

## Archidiecezja belgradzka (od 1924)

### Ordynariusze
- 1924-1936: abp Giovanni Raffaele Rodic, O.F.M.
- 1936-1964: abp Josip Antun Ujcic
- 1964-1980: abp Gabriel Bukatko
- 1980-1986: abp Alojz Turk
- 1986-2001: abp Franc Perko
- 2001-2022: abp Stanislav Hočevar, S.D.B.
- od 2022: kard. László Német

### Sufragani
- 1961-1964: abp Gabriel Bukatko, koadiutor, arcybiskup tytularny Mocissus
- 2000-2001: bp Stanislav Hočevar, S.D.B., koadiutor